# Héctor Bellerín
Héctor Bellerín Moruno (Barcelona, 19 de março de 1995) é um futebolista espanhol que atua como lateral-direito. Atualmente joga no Betis.

## Carreira

### Barcelona
Nascido em Barcelona, Bellerín começou sua carreira no grande clube da cidade, atuando durante oito anos pelas categorias de base do Barcelona, chamadas de "La Masia". 

### Arsenal
Foi trazido pelo Arsenal em 2011, e emprestado ao Watford durante a temporada 2013–14.
Com a lesão do então titular e francês Mathieu Debuchy, Bellerín passou a ter chances na lateral direita do Arsenal na temporada seguinte, 2014–15. Estreou pela UEFA Champions League num jogo contra o Borussia Dortmund, onde o Arsenal acabou derrotado por 0–2 na casa dos rivais. Marcou seu primeiro gol pela equipe principal num jogo da Premier League, goleada por 5 a 0 sobre o Aston Villa.

### Retorno ao Barcelona
Em 1 de setembro de 2022, foi anunciado como novo jogador do Barcelona.

### Sporting
Em 31 de Janeiro de 2023, foi anunciado como novo jogador do Sporting. Hector Bellerín é contratado para substituir Pedro Porro, jogador do Sporting que se transferiu para o Tottenham no mesmo dia.
Hector Bellerín deixou o Sporting, onde esteve emprestado na segunda metade da época 2022-23 e realizou 13 jogos e 1 golo.

### Retorno ao Bétis
Hector Bellerín está de regresso ao Bétis. O clube de Sevilha que fez a confirmação na manhã de 18 de julho de 2023. Ele assinou contrato até 2028.

## Seleção Nacional
Tendo alcançado as semifinais do Campeonato Europeu de 2013 com a equipe sub-19, Bellerín estreou-se pela equipe sub-21 da Espanha em 30 de março de 2015, jogando os 90 minutos completos na vitória amigável por 4–0 sobre Belarus em León.
Em 29 de maio de 2016, após ser nomeado como jogador reserva para o Campeonato Europeu do ano, Bellerín estreou-se pela seleção principal ao começar em uma vitória amigável por 3–1 contra a Bósnia e Herzegovina no AFG Arena em St. Gallen, Suíça. Dois dias depois, ele foi escolhido para o elenco final depois que Dani Carvajal se retirou devido a lesão. Ele não foi utilizado enquanto alcançaram as oitavas de final.
Em novembro de 2020, Bellerín foi convocado para a seleção da Espanha pela primeira vez em mais de quatro anos, já que Jesús Navas se retirou devido a lesão. Ele jogou em um empate amistoso por 1–1 fora de casa contra a Holanda em sua partida de retorno.

## Vida pessoal
Bellerín é conhecido por seu caráter excêntrico não convencional, que gira em torno de suas posições progressistas, sotaque londrino, aparência fashion e estilo de vida dândi. Bellerín tornou-se vegano em 2017, o que ele credita por melhorar sua saúde. Em uma entrevista em agosto de 2019, ele disse que os jogadores de futebol têm a responsabilidade de conscientizar sobre questões ambientais e que "É bom mostrar o que temos – nossos carros, nossos relógios –, mas é bom enviar uma mensagem mais significativa do que 'olha como somos legais'."
A Premier League de 2019–20 foi suspensa em março de 2020 por causa da pandemia de COVID-19. Quando retornou em junho, Bellerin prometeu plantar 3.000 árvores para cada vitória do Arsenal pelo restante da temporada.
Bellerín tornou-se o segundo maior acionista do clube da League Two, o Forest Green Rovers, em setembro de 2020. Ele elogiou seus compromissos com o veganismo e o ambientalismo.
Bellerín também é diretor criativo do modo de jogo EA Sports FIFA Volta.

## Títulos
Arsenal
- Copa da Inglaterra: 2014–15, 2016–17 e 2019–20
- Supercopa da Inglaterra: 2015, 2017 e 2020

Real Betis
- Copa do Rei: 2021–22

Barcelona
- Supercopa da Espanha: 2022–23

### Prêmios individuais
- Equipe do torneio do Campeonato Europeu Sub-19 de 2013[25]
- Equipe do Ano PFA da Premier League: 2015–16[26]

## Curiosidades
- Em abril de 2015, Bellerin correu 40m na incrível marca de 4,42s. Essa marca é melhor do que a de Usain Bolt, então recordista mundial dos 100m. No dia em que Bolt fez o recorde mundial dos 100m rasos (9,59s), ele fez os 40m iniciais em 4,64s. Ou seja, Bellerín foi 0,22s mais rápido que o Jamaicano nos 40m.[27]